# 아와정
아와정(阿波町)은 도쿠시마현 아와시의 정명 및 과거 도쿠시마현 아와군에 존재했던 정이다.

## 지리
옛 아와 정은 도쿠시마현 북부에 위치하고 아와 지구는 아와 시의 서부를 이룬다. 남단은 요시노 강이 흐르고 북부는 사누키 산맥으로 되어 있다. 서쪽은 미마 시, 남쪽은 요시노 강을 사이에 두고 요시노가와 시, 북쪽에서 동쪽은 시장 지구에 접한다.
아와정 사쿠라노오카에는 국가 천연기념물로 지정되어 있는 아와의 토주가 있어 세계 3대 기승으로 칭해지고 있다.

## 역사
- 1955년 3월 31일 - 히사카쓰정, 이사와촌, 하야시정이 신설 합병해 아와정이 성립하였다.
- 2005년 4월 1일 - 이치바정, 이타노군 요시노정, 도나리정과 신설 합병해 아와정이 성립하였다. 성립이후 구 아와정은 아와시 아와정의 주소지가 되었다. 주소 표기에서도 「아와정」의 이름은 소멸하였다.

## 교통

### 도로
- 도쿠시마 자동차도